# Archangel Mascul
Archangel Mascul (latinsky Archangelus Mascul, či dodatečně počeštěně Archanděl Mascul) (?- 17. prosince 1699 Praha), byl německý františkán původem z Nisy ve Slezsku, které tehdy většinově patřilo kromě královské správy i pod českou františkánskou provincii sv. Václava. V 60. letech 17. století, a možná i dříve, působil jako lektor na řádových klášterních studiích. Do řízení české františkánské provincie byl bratr Mascul zapojen od roku 1669, kdy byl jmenován provinčním sekretářem. Od té doby již ve vedení provincie zůstal, byť v různých funkcích, jejichž obměnu vyžadují františkánské řádové předpisy i zvyklosti. Od roku 1671 působil jako provinční definitor, 1675 kustod provincie, 1678 provinční sekretář, v letech 1681-1684 provinciál (provinční ministr), 1687 definitor, 1690 kustod, 1698 definitor.
Patřil k přívržencům německé větve v české františkánské provincii a spolu s dalšími provinciály Bernardem Sannigem a Janem Evangelistou Fristschem se snažili prosadit větší autonomii německy mluvících bratří a vybraných slezských klášterů i prostřednictvím císaře, generální řádové kapituly (1682 v Toledu) nebo papeže Inocence XII. Se Sannigem pojilo Mascula zřejmě blízké přátelství, během svého provincialátu například Mascul roku 1681 zakázal vynášet z klášterních knihoven jakékoli učebnice napsané Sannigem. Z mandátu Mascula jakožto provinciála rovněž začal v roce 1683 františkánský malíř a písař Silvestr Hibler tvořit chórový žaltář určený zřejmě pro vratislavský klášter. Františkán Archangel Mascul zemřel 17. prosince 1699 v Praze.